# Campeonato da Europa de Corta-Mato de 2002
O 9º Campeonato da Europa de Corta-Mato de 2002 foi realizado em Medulin, na Croácia no dia 8 de dezembro de 2002. Serhiy Lebid da Ucrânia levou o título na competição masculina sênior e Helena Javornik da Eslovênia venceu a corrida feminina sênior. Na categoria júnior Yevgeniy Rybakov da Rússia levou o ouro masculino e Charlotte Dale do Reino Unido o ouro no feminino. 

## Resultados
Esses foram os resultados do campeonato. 

### Sênior masculino individual 9.83 km
| Posição           | Atleta                 | Tempo |
| ----------------- | ---------------------- | ----- |
| Medalha de ouro   | Serhiy Lebid           | 28:58 |
| Medalha de prata  | Mustapha Essaïd        | 29:03 |
| Medalha de bronze | Fabián Roncero         | 29:03 |
| 4.                | Eduardo Henriques      | 29:05 |
| 5.                | Helder Ornelas         | 29:08 |
| 6.                | Juan Carlos de la Ossa | 29:10 |
| 7.                | Enrique Molina         | 29:12 |
| 8.                | Alistair Cragg         | 29:13 |
| 9.                | Jevgeni Bozhko         | 29:18 |
| 10.               | Günther Weidlinger     | 29:21 |
| 11.               | Kamiel Maase           | 29:24 |
| 12.               | Loic Letellier         | 29:29 |

86 competidores participaram da prova.

### Sênior masculino por equipes
| Posição           | Equipe                                                                                      | Pontos |
| ----------------- | ------------------------------------------------------------------------------------------- | ------ |
| Medalha de ouro   | Espanha · Fabián Roncero · Juan Carlos de la Ossa · Enrique Molina · José Manuel Martínez · | 31     |
| Medalha de prata  | França                                                                                      | 43     |
| Medalha de bronze | Portugal                                                                                    | 57     |
| 4.                | Reino Unido                                                                                 | 93     |
| 5.                | Ucrânia                                                                                     | 99     |
| 6.                | Irlanda                                                                                     | 103    |
| 7.                | Bélgica                                                                                     | 113    |
| 8.                | Itália                                                                                      | 129    |

13 nacionalidades participaram na categoria.

### Sênior feminino individual 6.17 km
| Posição           | Atleta            | Tempo |
| ----------------- | ----------------- | ----- |
| Medalha de ouro   | Helena Javornik   | 15:48 |
| Medalha de prata  | Galina Bogomolova | 15:49 |
| Medalha de bronze | Elvan Abeylegesse | 15:51 |
| 4.                | Anikó Kálovics    | 15:52 |
| 5.                | Hayley Tullett    | 15:55 |
| 6.                | Sonja Stolić      | 15:55 |
| 7.                | Hafida Gadi       | 15:56 |
| 8.                | Simona Staicu     | 15:58 |
| 9.                | Anita Weyermann   | 16:01 |
| 10.               | Anastasiya Zubova | 16:03 |
| 11.               | Inês Monteiro     | 16:05 |
| 12.               | Analídia Torre    | 16:08 |

78 competidores participaram da prova.

### Sênior feminino por equipes
| Posição           | Equipe                                                                            | Pontos |
| ----------------- | --------------------------------------------------------------------------------- | ------ |
| Medalha de ouro   | Rússia · Galina Bogomolova · Anastasiya Zubova · Liliya Volkova · Olga Romanova · | 48     |
| Medalha de prata  | Portugal                                                                          | 54     |
| Medalha de bronze | Reino Unido                                                                       | 80     |
| 4.                | França                                                                            | 82     |
| 5.                | Espanha                                                                           | 116    |
| 6.                | Irlanda                                                                           | 133    |
| 7.                | Polónia                                                                           | 169    |
| 8.                | Itália                                                                            | 179    |

12 nacionalidades participaram na categoria.

### Júnior masculino individual 6.15 km
| Posição           | Atleta             | Tempo |
| ----------------- | ------------------ | ----- |
| Medalha de ouro   | Yevgeniy Rybakov   | 18:16 |
| Medalha de prata  | Anatoliy Rybakov   | 18:17 |
| Medalha de bronze | Halil Akkaş        | 18:23 |
| 4.                | Pieter Desmet      | 18:35 |
| 5.                | Stefano Scaini     | 18:36 |
| 6.                | Abdel Mahmoudi     | 18:38 |
| 7.                | Vladimir Ponomarev | 18:38 |
| 8.                | Ian de Bondt       | 18:41 |

93 competidores participaram da prova.

### Júnior masculino por equipes
| Posição           | Equipe                                                                            | Pontos |
| ----------------- | --------------------------------------------------------------------------------- | ------ |
| Medalha de ouro   | Rússia · Yevgeniy Rybakov · Anatoliy Rybakov · Vladimir Ponomarev · Akmal Ishov · | 37     |
| Medalha de prata  | França                                                                            | 57     |
| Medalha de bronze | Itália                                                                            | 92     |
| 4.                | Roménia                                                                           | 104    |
| 5.                | Turquia                                                                           | 105    |
| 6.                | Iugoslávia                                                                        | 109    |
| 7.                | Espanha                                                                           | 111    |
| 8.                | Reino Unido                                                                       | 119    |

18 nacionalidades participaram na categoria.

### Júnior feminino individual 3.73 km
| Posição           | Atleta          | Tempo |
| ----------------- | --------------- | ----- |
| Medalha de ouro   | Charlotte Dale  | 12:26 |
| Medalha de prata  | Elina Lindgren  | 12:27 |
| Medalha de bronze | Galina Yegorova | 12:28 |
| 4.                | Tatyana Petrova | 12:29 |
| 5.                | Adrienne Herzog | 12:30 |
| 6.                | Asly Cakyr      | 12:38 |
| 7.                | Freya Murray    | 12:40 |
| 8.                | Danielle Barnes | 12:40 |

93 competidores participaram da prova.

### Júnior feminino por equipes
| Posição           | Equipe                                                                           | Pontos |
| ----------------- | -------------------------------------------------------------------------------- | ------ |
| Medalha de ouro   | Reino Unido · Charlotte Dale · Freya Murray · Danielle Barnes · Rachael Nathan · | 27     |
| Medalha de prata  | Rússia                                                                           | 35     |
| Medalha de bronze | Bélgica                                                                          | 105    |
| 4.                | Países Baixos                                                                    | 109    |
| 5.                | Turquia                                                                          | 117    |
| 6.                | Ucrânia                                                                          | 131    |
| 7.                | Hungria                                                                          | 138    |
| 8.                | Alemanha                                                                         | 144    |

17 nacionalidades participaram na categoria.